# Burgebrach
Burgebrach är en köping (Markt) i Landkreis Bamberg i Regierungsbezirk Oberfranken i förbundslandet Bayern i Tyskland.
Köpingen ingår i kommunalförbundet Burgebrach tillsammans med kommunen Schönbrunn im Steigerwald.